# Psychoda brassi
Psychoda brassi és una espècie d'insecte dípter pertanyent a la família dels psicòdids.

## Descripció
- La femella fa 0,74-0,92 mm de llargària a les antenes (0,89 en el cas del mascle), mentre que les ales li mesuren 1,25-1,60 de longitud (1,25-1,47 en el mascle) i 0,47-0,65 d'amplada (0,45-0,60 en el mascle).[2]

## Distribució geogràfica
Es troba a Nova Guinea.